# Escamilla
Escamilla – gmina w Hiszpanii, w prowincji Guadalajara, w Kastylii-La Mancha, o powierzchni 39,27 km². W 2011 roku gmina liczyła 80 mieszkańców.